# Magic Knight Rayearth
Magic Knight Rayearth  (яп. 魔法騎士レイアース рус. «Рыцари магии») — манга, созданная группой CLAMP. По манге было снято два сезона аниме и OVA.
Сюжет повествует о трёх школьницах, которые оказываются в другом мире под названием Сефиро. Чтобы вернуться домой, они должны освободить принцессу Эмералд и спасти Сефиро.

## Сюжет
Хикару Сидо, Уми Рюдзаки и Фу Хоодзи отправились на экскурсию в Токийскую телебашню. Во время экскурсии они видят странную вспышку света и слышат таинственный голос, призывающий их на помощь. Они переносятся в другой мир под названием Сефиро. Здесь девочек встречает Мастер Маг Клеф и объясняет им, что они были призваны сюда по воле принцессы Эмералд — правительницы Сефиро. И теперь они должны стать рыцарями магии и спасти Сефиро.

### Первый сезон
Принцесса Эмералд была взята в плен своим верховным жрецом Дзагато. Хикару, Уми и Фу получают задание спасти мир Сефиро, однако сделать это можно, найдя рунных богов. Вместе с рыцарями в качестве проводника отправляется странное существо по имени Мокона. Девочкам удаётся найти и победить Дзагато, и они находят принцессу, но тут открывается правда. Оказывается, принцесса Эмералд была влюблена в Дзагато и потеряла способность молиться за благополучие Сефиро. Сначала она заперла сама себя в тюрьму, а затем призвала из другого мира рыцарей магии, чтобы те убили её. Тёмная сторона принцессы берёт верх, и она нападает на рыцарей, мстя за гибель любимого человека. У рыцарей магии не остаётся другого выбора — они убивают Эмералд.

### Второй сезон
Три враждующие планеты — Автозам, Фарэн и Тизета — пытаются завоевать мир Сефиро. Хикару, Уми и Фу вновь отправляются в Сефиро, чтобы спасти его от гибели.

## Персонажи
Хикару Сидо (яп. 獅堂光 Сидо: Хикару) — ученица восьмого класса, магический рыцарь огня. Упряма, решительна, верна друзьям. Влюблена в Лантиса (младшего брата Дзагато).
Уми Рюдзаки (яп. 龍咲海 Рю:дзаки Уми) — ученица восьмого класса, магический рыцарь воды, дочь богатых родителей. Вспыльчива, ко многим вещам поначалу относится безразлично, но со временем в ней просыпается чувство ответственности. Влюблена в Клефа.
Фу Хоодзи (яп. 鳳凰寺風 Хо:о:дзи Фу) — ученица восьмого класса, магический рыцарь ветра. Умная, образованная, но часто нерешительная. Влюблена в Ферио.

## Медия

### Манга
Манга была написана и проиллюстрирована группой мангак CLAMP. С ноября 1993 года по февраль 1995 года она издавалась в японском журнале Nakayoshi. Позднее манга начала издаваться в США компанией Tokyopop; публикация первого тома была изначально намечена на август 2003 года. Права на распространение произведения также были приобретены компанией Dark Horse Comics. Изданием манги на территории Франции занималась компания Pika Édition. Персонажи манги становились объектами косплея.
В 2003 году манга заняла 47-е место в списке бестселлеров среди графических произведений по версии сайта Newsarama.

### Аниме
Аниме впервые транслировалось по телеканалу Yomiuri TV в период с 17 октября 1994 года по 13 марта 1995 года. Режиссёром выступил Тосики Хирано.
В США оба сезона аниме-сериала были лицензированы Media Blasters; компания планировала начать выпуск в сентябре 1999 года на видеокассетах формата VHS.

#### Список серий аниме
| Первый сезон | Первый сезон | Первый сезон         |
| № серии      | Название | Трансляция в Японии  |
| ------------ | --- | -------------------- |
| 1            | The Birth of the Legendary Magic Knights! «Densetsu no Majikku Naito Shidō» (伝説のマジックナイト始動)                                | 17 октября 1994 года |
| 2            | Presea, The Master Smith In The Forest Of Silence «Chimmoku no Mori no Sōshi Puresea» (沈黙の森の創師 プレセア)                       | 24 октября 1994 года |
| 3            | Ferio, the Handsome, Mysterious Swordsman «Nazo no Bishōnen Kenshi Ferio» (謎の美少年剣士 フェリオ)                                   | 31 октября 1994 года |
| 4            | Alcyone, the Vengeful Sorceress «Shūnen no Masōshi Arushiōne» (執念の魔操士 アルシオーネ)                                             | 7 ноября 1994 года   |
| 5            | Escudo, the Legendary Ore «Densetsu no Kōbutsu Esukūdo» (伝説の鉱物 エスクード)                                                       | 14 ноября 1994 года  |
| 6            | Lives at Stake - Presea's Weapons «Inochi o Kaketa Puresea no Buki» (命をかけたプレセアの武器)                                        | 21 ноября 1994 года  |
| 7            | Ferio in Desperation - A Romance in the Desert «Sutemi no Ferio Sabaku no Koi» (捨て身のフェリオ砂漠の恋)                             | 28 ноября 1994 года  |
| 8            | The Horrible Trap of Summoner Ascot «Shōkanshi Asukotto no Kyōfu no Wana» (召喚士アスコットの恐怖の罠)                                | 5 декабря 1994 года  |
| 9            | The Magic Knights' Greatest Crisis «Majikku Naito Saidai no Kiki» (マジックナイト最大の危機!)                                         | 12 декабря 1994 года |
| 10           | Revival of Selece, the Legendary Rune-God «Yomigaeru Densetsu no Mashin Seresu» (よみがえる伝説の魔神セレス)                          | 9 января 1995 года   |
| 11           | The Legend of the Rune-Gods - In Cephiro, Another World «Isekai Sefīro no Mashin Densetsu» (異世界セフィーロの魔神伝説)               | 16 января 1995 года  |
| 12           | The Fearsome Illusionist Caldina «Osorubeki Genwakushi Karudina» (恐るべき幻惑士 カルディナ)                                          | 23 января 1995 года  |
| 13           | The Most Valuable Thing in this World «Kono Sekai de Ichiban Taisetsuna Mono» (この世界でいちばん大切なもの)                          | 30 января 1995 года  |
| 14           | Hikaru, Umi, and Fuu's Unyielding Wish «Hikaru, Umi, Fū no Yuzurenai Negai» (光、海、風のゆずれない願い)                              | 6 февраля 1995 года  |
| 15           | The Second Rune-God: Windam, the Lord of the Skies «Dai Ni no Mashin—Kūjin Windamu» (第二の魔神•空神 ウィンダム)                      | 13 февраля 1995 года |
| 16           | A Powerful Foe! Lafarga the Swordmaster «Kyōteki! Kentōshi Rafāga» (強敵! 剣闘士ラファーガ)                                           | 20 февраля 1995 года |
| 17           | The Truth About Inouva, and the Return of Memories «Inōba no Shōtai to Yomigaeru Kioku» (イノーバの正体とよみがえる記憶)              | 27 февраля 1995 года |
| 18           | The Last Rune-God: Rayearth, the Lord of Fire «Saigo no Mashin—Enjin Reiāsu» (最後の魔神•炎神 レイアース)                             | 6 марта 1995 года    |
| 19           | Showdown! The Magic Knights Versus Zagato «Taiketsu! Majikku Naito bāsasu Zagāto» (対決! 魔法騎士 vs ザガート)                        | 13 марта 1995 года   |
| 20           | The Unbelievable Truth About the Legendary Magic Knights! «Densetsu no Majikku Naito! Kyōi no Shinjitsu» (伝説の魔法騎士! 驚異の真実) | 13 марта 1995 года   |

| Второй сезон | Второй сезон | Второй сезон          |
| № серии      | Название | Трансляция в Японии   |
| ------------ | --- | --------------------- |
| 21           | A Departure and New Ties «Tabidachi to Aratana Kizuna» (出発(たびだち)と新たな絆)                                                                         | 10 апреля 1995 года   |
| 22           | Cephiro and the Three Countries «Sefīro to Mittsu no Kuni» (セフィーロと三つの国)                                                                         | 17 апреля 1995 года   |
| 23           | Autozam's Invasion and Lantis «Ōtozamu no Shinkō to Rantisu» (オートザムの侵攻とランティス)                                                               | 24 апреля 1995 года   |
| 24           | Magic Knights and the Battleship NSX «Majikku Naito to Senkan NSX» (魔法騎士と戦艦NSX)                                                                    | 1 мая 1995 года       |
| 25           | Hikaru and Nova in the Dream «Hikaru to Yume no Naka no Nova» (光と夢の中のノヴァ)                                                                        | 8 мая 1995 года       |
| 26           | The Magic Knights and Aska of Fahren «Majikku Naito to Fāren no Asuka» (魔法騎士とファーレンのアスカ)                                                     | 22 мая 1995 года      |
| 27           | The Secret of the Pillar of Cephiro «Sefīro no Hashira no Himitsu» (セフィーロの柱の秘密)                                                                 | 5 июня 1995 года      |
| 28           | Hikaru and Lantis' Dangerous Journey «Hikaru to Rantisu no Kiken na Tabi» (光とランティスの危険な旅)                                                      | 12 июня 1995 года     |
| 29           | Eagle and a Captive Hikaru «Īguru to Torawareta Hikaru» (イーグルと捕われた光)                                                                            | 19 июня 1995 года     |
| 30           | Nova and Regalia, Rune-God of the Devil «Nova to Akuma no Mashin Regaria» (ノヴァと悪魔の魔神レガリア)                                                    | 26 июня 1995 года     |
| 31           | Chizeta's Mobile Fortress and a Powerless Hikaru «Chizēta no Idō Yōsai to Tatakaenai Hikaru» (チゼータの移動要塞と戦えない光)                             | 3 июля 1995 года      |
| 32           | Umi and Fuu and Fahren and Chizeta «Umi—Fū to Fāren—Chizēta» (海•風とファーレン•チゼータ)                                                                 | 10 июля 1995 года     |
| 33           | Hikaru's Wish and Presea's Secret «Hikaru no Negai to Puresea no Himitsu» (光の願いとプレセアの秘密)                                                      | 17 июля 1995 года     |
| 34           | Hikaru and Friendships Torn Apart «Hikaru to Hikisakareta Yūjō» (光と引き裂かれた友情)                                                                    | 24 июля 1995 года     |
| 35           | Umi and the Ambition of Tarta and Tatra «Umi to Tāta—Tatora no Yabō» (海とタータ•タトラの野望)                                                            | 31 июля 1995 года     |
| 36           | Fuu versus Aska! The Life or Death Archery Match «Fū tai Asuka! Inochigake no Yumi Shōbu» (風対アスカ! 命がけの弓勝負)                                    | 7 августа 1995 года   |
| 37           | Revive! Hikaru's Sword «Yomigaere! Hikaru no Ken» (甦れ! 光の剣)                                                                                          | 14 августа 1995 года  |
| 38           | Eagle's All-out Attack on Cephiro Castle «Īguru—Sefīrojō Sōkōgeki» (イーグル•セフィーロ城総攻撃!)                                                         | 21 августа 1995 года  |
| 39           | Chaotic War at Cephiro Castle! «Sefīrojō Daikonran» (セフィーロ城 大混戦!)                                                                                | 28 августа 1995 года  |
| 40           | The Magic Knights and the Calm After the Storm «Majikku Naito to Hitotoki no Yasuragi» (魔法騎士とひとときの安らぎ)                                       | 4 сентября 1995 года  |
| 41           | Nova's Battle and the Monster's Identity «Nova to no Tatakai to Mamono no Shōtai» (ノヴァとの戦いと魔物の正体)                                            | 11 сентября 1995 года |
| 42           | Giant Sang Yung versus the NSX! «Kyodai Sanyun vs NSX!» (巨大サンユン vs NSX!)                                                                            | 18 сентября 1995 года |
| 43           | The Crown Room and the Pillar's Memory «Ōkan no Heya to Hashira no Kioku» (王冠の部屋と柱の記憶)                                                          | 16 октября 1995 года  |
| 44           | A Serious Match - Umi vs. Tarta and Tatra! «Shinken Shōbu! Umi vs Tāta—Tatora» (真剣勝負! 海 vs タータ•タトラ)                                            | 23 октября 1995 года  |
| 45           | Desperate Situation: Crisis Upon Lantis «Zettaizetsumei! Rantisu no Kiki» (絶体絶命! ランティスの危機)                                                    | 30 октября 1995 года  |
| 46           | Hikaru in Shock: The Truth About Nova «Hikaru—Shōgeki! Nova no Shinjitsu» (光•衝撃! ノヴァの真実)                                                         | 6 ноября 1995 года    |
| 47           | The True Pillar is: Hikaru or Eagle? «Shin no Hashira wa!? Hikaru ka, Īguru ka!?» (真の柱は!? 光か、イーグルか!?)                                         | 13 ноября 1995 года   |
| 48           | An Endless Battle! «Hateshinai Tatakai!» (果てしない戦い!)                                                                                                | 20 ноября 1995 года   |
| 49           | The Road to Victory: The Tomorrow that the Believing Heart Opens! «Shōri e no Michi! Shinjiru Kokoro ga Hiraku Ashita!» (勝利への道! 信じる心が開く明日!) | 27 ноября 1995 года   |

### OVA
Трёхсерийная OVA была выпущена в Японии в 1997 году. Все персонажи были сохранены, но отношения между ними, места действия и события были изменены. Хикару, Уми и Фу ходят в одну школу (в оригинале они были ученицами разных школ) и скоро переводятся старшую школу. Неожиданно в Токио начинают появляться монстры и волшебники. Клеф призывает девочек стать рыцарями магии и сразиться со злыми волшебниками из Сефиро.

## Музыка

### Magic Knight Rayearth
Открывающая тема
- «Unyielding Wish»: серии 1-20

Закрывающая тема
- «The Courage Leading to Tomorrow»: серии 1-20

### Magic Knight Rayearth 2
Открывающие темы
- «I Can’t Hate You»: серии 1-22
- «Still Embracing Light and Darkness»: серии 23-29

Закрывающие темы
- «Lullaby — Let me embrace you tenderly»: серии 1-22
- «It Will Shine Someday»: серии 23-29

### Rayearth
OVA: «All You Need is Love»

### Манга
- Манга «Magic Knight Rayearth» (англ.) в энциклопедии сайта Anime News Network

### Аниме
- Аниме «Magic Knight Rayearth» (англ.) в энциклопедии сайта Anime News Network
- Аниме «Magic Knight Rayearth» (англ.) в базе данных AniDB